# Episodi di Matt Houston (seconda stagione)
La seconda stagione della serie televisiva Matt Houston è stata trasmessa in anteprima negli Stati Uniti d'America dalla ABC tra il 9 settembre 1983 e il 30 marzo 1984.
| nº | Titolo originale          | Titolo italiano | Prima TV USA      | Prima TV Italia |
| -- | ------------------------- | --------------- | ----------------- | --------------- |
| 1  | Heritage                  |                 | 9 settembre 1983  |                 |
| 2  | The Woman in White        |                 | 16 settembre 1983 |                 |
| 3  | Love You to Death         |                 | 23 settembre 1983 |                 |
| 4  | The Centerfold Murders    |                 | 30 settembre 1983 |                 |
| 5  | Needle in a Haystack      |                 | 7 ottobre 1983    |                 |
| 6  | Marilyn                   |                 | 21 ottobre 1983   |                 |
| 7  | The Ghost of Carter Gault |                 | 28 ottobre 1983   |                 |
| 8  | China Doll                |                 | 4 novembre 1983   |                 |
| 9  | Butterfly                 |                 | 18 novembre 1983  |                 |
| 10 | The Crying Clown          |                 | 25 novembre 1983  |                 |
| 11 | The Outsider              |                 | 2 dicembre 1983   |                 |
| 12 | Target: Miss World        |                 | 23 dicembre 1983  |                 |
| 13 | The Monster               |                 | 6 gennaio 1984    |                 |
| 14 | Waltz of Death            |                 | 13 gennaio 1984   |                 |
| 15 | Houston Is Dead           |                 | 20 gennaio 1984   |                 |
| 16 | Criss-Cross               |                 | 27 gennaio 1984   |                 |
| 17 | The Bikini Murders        |                 | 3 febbraio 1984   |                 |
| 18 | Death Match               |                 | 24 febbraio 1984  |                 |
| 19 | Blood Ties                |                 | 2 marzo 1984      |                 |
| 20 | The Secret Admirer        |                 | 9 marzo 1984      |                 |
| 21 | Cash and Carry            |                 | 23 marzo 1984     |                 |
| 22 | On the Run                |                 | 30 marzo 1984     |                 |